# 5150 (álbum)
| Críticas profissionais | Críticas profissionais |
| Avaliações da crítica  | Avaliações da crítica  |
| Fonte                  | Avaliação              |
| ---------------------- | ---------------------- |
| allmusic               | link                   |
| Robert Christgau       | C+ link                |

5150 é o sétimo álbum de estúdio da banda Van Halen, lançado a 24 de Março de 1986.
Foi o primeiro álbum gravado com o novo vocalista Sammy Hagar, que substituiu David Lee Roth. Apesar da controvérsia associado à substituição de um vocalista lendário, o álbum foi o primeiro da banda a chegar ao topo no ranking de vendas.

## Faixas
Todas as faixas escritas por Anthony/Hagar/Van Halen/Van Halen.
| N.º | Título                   | Duração |  |
| 1.  | "Good Enough"            | 4:00    |  |
| 2.  | "Why Can't This Be Love" | 3:45    |  |
| 3.  | "Get Up"                 | 4:35    |  |
| 4.  | "Dreams"                 | 4:54    |  |
| 5.  | "Summer Nights"          | 5:04    |  |
| 6.  | "Best of Both Worlds"    | 4:49    |  |
| 7.  | "Love Walks In"          | 5:09    |  |
| 8.  | "5150"                   | 5:44    |  |
| 9.  | "Inside"                 | 5:02    |  |

## Créditos
- Sammy Hagar - Vocal, guitarra rítmica
- Eddie Van Halen - Guitarra, guitarra acústica, teclados, vocal de apoio
- Michael Anthony - Baixo, vocal de apoio
- Alex Van Halen - Bateria, percussão

## Posições nas paradas musicais

### Álbum
| Parada musical (1986)                 | Melhor posição |
| ------------------------------------- | -------------- |
| Áustria - Parada Musical              | 13             |
| Estados Unidos - Billboard 200        | 1              |
| Japão - Oricon                        | 4              |
| Alemanha (Offizielle Deutsche Charts) | 11             |
| Países Baixos (Dutch Charts)          | 30             |
| Noruega - VG-lista                    | 5              |
| Nova Zelândia - RIANZ                 | 13             |
| Reino Unido - UK Albums Chart         | 16             |
| Suécia - Sverigetopplistan            | 2              |
| Suíça - Schweizer Hitparade           | 16             |

### Singles
Billboard (América do Norte)
| Ano  | Single                   | Chart             | Posição |
| ---- | ------------------------ | ----------------- | ------- |
| 1986 | "Why Can't This Be Love" | Billboard Hot 100 | 3       |
| 1986 | "Why Can't This Be Love" | Mainstream Rock   | 1       |
| 1986 | "Dreams"                 | Billboard Hot 100 | 22      |
| 1986 | "Dreams"                 | Mainstream Rock   | 6       |
| 1986 | "Love Walks In"          | Billboard Hot 100 | 22      |
| 1986 | "Love Walks In"          | Mainstream Rock   | 4       |
| 1986 | "Best of Both Worlds"    | Mainstream Rock   | 12      |
| 1986 | "Summer Nights"          | Mainstream Rock   | 33      |

## Certificações
| Região         | Certificação | Vendas    |
| -------------- | ------------ | --------- |
| Alemanha       | Ouro         | 250.000   |
| Canadá         | 3× Platina   | 300.000   |
| Estados Unidos | 6× Platina   | 6.000.000 |
| Reino Unido    | Prata        | 60.000    |